# Ротермундт, Адольф
Адольф Эрнст Ротерму́ндт (нем. Adolf Ernst Rothermundt; 15 ноября 1846 года, Санкт-Петербург ― 18 декабря 1930 года, Дрезден) ― немецкий и российский предприниматель, меценат и коллекционер искусства.

## Биография
Адольф Эрнст Ротермундт родился в семье санкт-петербургского предпринимателя Адольфа Ротермундта (1817―1888), брата Александра Вильгельма Ротермундта, основателя семейного предприятия «А. В. Ротермунд», успешно занимавшегося в дореволюционной России производством сахара и торговлей табаком. Отец Адольфа Ротермундта тоже участвовал в управлении семейным делом. 
Адольф Ротермундт также состоял в родственных связях с российским промышленником Юлиусом Людвигом Ротермундтом.
В 1872 году Адольф Ротермундт женился на Эмилии Мейер, дочери банкира. Её сестра Мария Мейер состояла в браке с Оскаром Шмицем, коллекционером французского искусства, который впоследствии поселился в Дрездене. В 1874―1891 годах в браке у четы Ротермундтов родилось восемь детей: Элизабет, Адольф-младший, Клара, Макс, Густав, Алма, Барнхард и Альфред. В 1895 году Адольф Ротермундт переехал в Дрезден, где до этого последние годы своей жизни провёл его отец.

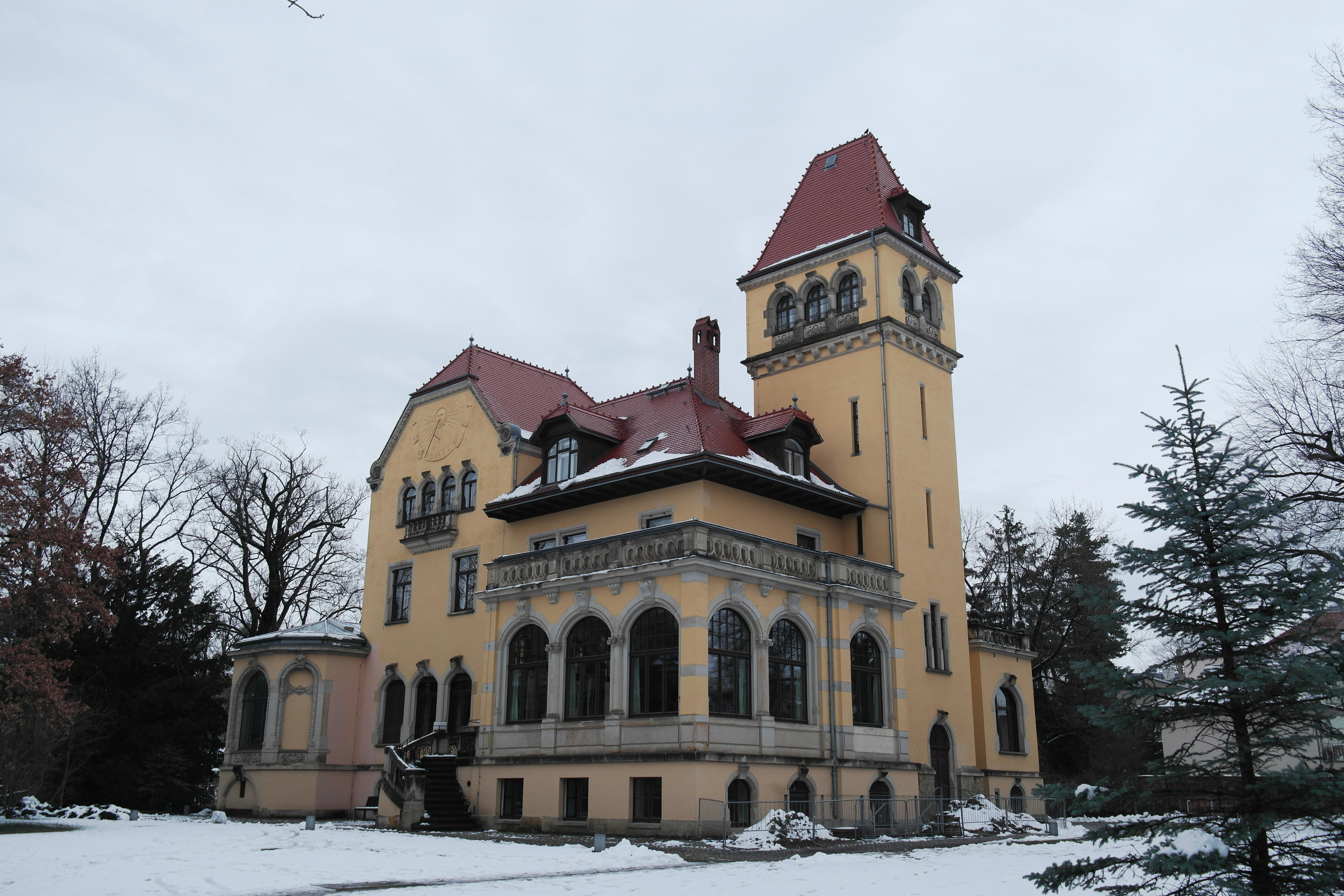
Вилла Ротермундта: вид со стороны сада.

В 1859 году стал владельцем молочной фермы Камилло Марколини в Дрездене. В 1880 году он приобрёл, отреставрировал и перестроил местный особняк.
По поручению Ротермундта немецкий архитектор Карл Эмиль Шерц в 1896―1897 годах построил виллу, которая и поныне располагается на проспекте Мендельсона в Блазевице, административном районе Дрездена. Вилла была возведена в стиле неоренессанса. Однако вскоре оказалось, что здание становится слишком малым для потребностей семьи (особенно в свете их художественных наклонностей), по в 1909 году вилла была перестроена по указанию владельца. Помимо картин в ней находилась внушительная библиотека и хранилась большая коллекция изделий из фарфора. В ней часто проводились концерты с участием именитых дрезденских музыкантов.
В начале XX века Ротермундт прославился как один из самых именитых коллекционеров предметов французского искусства эпохи модерна в Германии. В его коллекцию входили многочисленные работы Эдуара Мане, Поля Сезанна, Клода Моне, Пьера-Огюста Ренуара, Винсента Ван Гога, немецких импрессионистов Макса Либермана, Макс Слефогта и Ловиса Коринта.
Ротермундт поддерживал контакты с директором Дрезденской галереи Гансом Поссе. В начале 1920-годов Ротермундт и Оскар Шмиц пожертвовали галерее по пять тысяч рейхсмарок на приобретение новых произведений. После Ноябрьской революции Адольф Ротермундт собирался пожертвовать эти средства конкретно на покупку картин высоко ценимого им Макса Либермана, но из-за неоднозначной репутации живописца в высшем обществе, его политических взглядов и специфичной художественной манеры был вынужден отказаться от этих планов. Ещё в 1920 году Ротермундт передал в дар галерее два полотна Либермана: «Капустное поле» (1912) и «Еврейский переулок в Амстердаме» (1905), которые были утрачены во время Второй мировой войны.
На Ротермундта в его любви к искусству, вероятно, оказал влияние Иоганн Мейер (1800―1887), который также занимался предпринимательской деятельностью в Санкт-Петербурге и проживал в Дрездене. Начиная с 1865 года тот собирал произведения художников школы Фонтенбло и в конце концов собрал целую галерею, которая, скорее всего, заинтересовала Ротермундта и Шмица. Ротермундт вдохновился примером Мейера и затем сам приобрёл большую коллекцию картин, которые вывесил в жилых помещениях своей виллы в Дрездене.
После смерти Ротермундта в условиях экономического кризиса и инфляции наследники были вынуждены продать его коллекцию картин и дрезденскую виллу.